# One Piece (anime)
One Piece (cách điệu bằng cách viết hoa tất cả các chữ cái) là một bộ phim truyền hình anime của Nhật Bản do Toei Animation sản xuất và được công chiếu trên Fuji Television vào tháng 10 năm 1999. Bộ phim dựa trên bộ manga cùng tên của Eiichiro Oda. Câu chuyện kể về cuộc phiêu lưu của Monkey D. Luffy, một cậu bé có cơ thể trở nên giống cao su sau khi vô tình ăn phải một Trái Ác Quỷ. Cùng với thủy thủ đoàn của mình, được gọi là Băng hải tặc Mũ Rơm, Luffy khám phá Đại Hải Trình để tìm kiếm kho báu tối thượng của thế giới được gọi là "One Piece" để trở thành Vua hải tặc tiếp theo.
Kể từ khi ra mắt tại Nhật Bản, hơn 1.100 tập đã được phát sóng và sau đó được xuất khẩu sang nhiều quốc gia khác nhau trên thế giới.

## Tổng quan loạt phim
| Mùa | Mùa | Tiêu đề mùa                                                               | Số tập | Số tập | Phát sóng gốc        | Phát sóng gốc        |
| Mùa | Mùa | Tiêu đề mùa                                                               | Số tập | Số tập | Phát sóng lần đầu    | Phát sóng lần cuối   |
| --- | --- | ------------------------------------------------------------------------- | ------ | ------ | -------------------- | -------------------- |
|     | 1   | Biển Đông                                                                 | 61     | 61     | 20 tháng 10 năm 1999 | 14 tháng 3 năm 2001  |
|     | 2   | Tiến vào Đại Hải Trình                                                    | 16     | 16     | 21 tháng 3 năm 2001  | 19 tháng 8 năm 2001  |
|     | 3   | Giới thiệu Chopper ở Đảo Mùa Đông                                         | 15     | 15     | 26 tháng 8 năm 2001  | 9 tháng 12 năm 2001  |
|     | 4   | Cập bến và cuộc chiến khốc liệt ở Alabasta                                | 38     | 38     | 16 tháng 12 năm 2001 | 27 tháng 10 năm 2002 |
|     | 5   | Những giấc mơ!, Cuộc hành trình của băng hải tặc Zenny!, Bên kia cầu vồng | 13     | 13     | 3 tháng 11 năm 2002  | 2 tháng 2 năm 2003   |
|     | 6   | Đảo Trời ~ Skypiea và Chiếc Chuông Vàng                                   | 52     | 52     | 9 tháng 2 năm 2003   | 13 tháng 6 năm 2004  |
|     | 7   | Trốn thoát! Pháo đài Hải Quân và Băng Hải Tặc Foxy                        | 33     | 33     | 20 tháng 6 năm 2004  | 27 tháng 3 năm 2005  |
|     | 8   | Water Seven                                                               | 35     | 35     | 17 tháng 4 năm 2005  | 30 tháng 4 năm 2006  |
|     | 9   | Enies Lobby                                                               | 73     | 73     | 21 tháng 5 năm 2006  | 23 tháng 12 năm 2007 |
|     | 10  | Thriller Bark                                                             | 45     | 45     | 6 tháng 1 năm 2008   | 14 tháng 12 năm 2008 |
|     | 11  | Quần đảo Sabaody                                                          | 26     | 26     | 21 tháng 12 năm 2008 | 28 tháng 6 năm 2009  |
|     | 12  | Đảo Nữ Nhi                                                                | 14     | 14     | 5 tháng 7 năm 2009   | 11 tháng 10 năm 2009 |
|     | 13  | Impel Down                                                                | 35     | 35     | 18 tháng 10 năm 2009 | 20 tháng 6 năm 2010  |
|     | 14  | Marineford                                                                | 60     | 60     | 27 tháng 6 năm 2010  | 25 tháng 9 năm 2011  |
|     | 15  | Đảo Người Cá                                                              | 62     | 62     | 2 tháng 10 năm 2011  | 23 tháng 12 năm 2012 |
|     | 16  | Punk Hazard                                                               | 50     | 50     | 6 tháng 1 năm 2013   | 12 tháng 1 năm 2014  |
|     | 17  | Dressrosa                                                                 | 118    | 118    | 19 tháng 1 năm 2014  | 19 tháng 6 năm 2016  |
|     | 18  | Zou                                                                       | 36     | 36     | 26 tháng 6 năm 2016  | 2 tháng 4 năm 2017   |
|     | 19  | Đảo Bánh Ngọt                                                             | 109    | 109    | 9 tháng 4 năm 2017   | 30 tháng 6 năm 2019  |
|     | 20  | Wano Quốc                                                                 | 197    | 197    | 7 tháng 7 năm 2019   | 17 tháng 12 năm 2023 |
|     | 21  | Egghead                                                                   | 34     | 34     | 7 tháng 1 năm 2024   | TBA                  |

Bản mẫu:Danh sách arc trong One Piece

## Diễn viên lồng tiếng và nhân vật
| Nhân vật          | Tiếng Nhật                                    | Tiếng Việt (POPS Worldwide)                      |
| ----------------- | --------------------------------------------- | ------------------------------------------------ |
| Monkey D. Luffy   | Mayumi Tanaka                                 | Kim Anh (tập 1-516) Huyền Chi (tập 517-1017)     |
| Roronoa Zoro      | Kazuya Nakai                                  | Tuấn Anh                                         |
| Nami              | Akemi Okamura                                 | Kim Ngọc                                         |
| Usopp             | Kappei Yamaguchi                              | Thiện Trung                                      |
| Sanji             | Hiroaki Hirata                                | Hoàng Khuyết                                     |
| Tony Tony Chopper | Ikue Otani                                    | Ái Phương                                        |
| Nico Robin        | Yuriko Yamaguchi                              | Linh Phương                                      |
| Franky            | Kazuki Yao (đến 2024) Subaru Kimura (từ 2025) | Chánh Tín (đến tập 644) Hoàng Trí (tập 645-1017) |
| Brook             | Chō                                           | Quang Tuyên                                      |
| Jimbei            | Katsuhisa Hoki                                | Hoàng Trí                                        |
| Người dẫn chuyện  | Mahito Ohba                                   | Trần Vũ (tập 1-312) Quang Tuyên (tập 313-1017)   |

## Sản xuất

### Phát hành
Vào ngày 13 tháng 10 năm 2024, có thông báo rằng cốt truyện Egghead của loạt phim sẽ tạm dừng trong sáu tháng và dự kiến sẽ tiếp tục vào tháng 4 năm 2025, có khung giờ mới trên Fuji TV. Chương trình đặc biệt One Piece Fan Letter đã chiếm khung giờ vào ngày 20 tháng 10, sau đó sẽ là phiên bản chỉnh sửa đặc biệt dài 21 tập của cốt truyện Đảo Người Cá, có tựa đề One Piece Log: Fish-Man Island Saga. Phiên bản này sẽ có các cảnh quay lại, nghệ thuật được chỉnh sửa, chi tiết, đổ bóng màu, ánh sáng và hiệu ứng đặc biệt cho các cảnh đã hoạt hình trước đó và nhạc nền Dolby Atmos. Ban đầu dự kiến ra mắt vào ngày 27 tháng 10 năm 2024, ngày ra mắt đã được chuyển sang ngày 3 tháng 11 do Fuji TV đưa tin về World Series 2024. Vào ngày 22 tháng 12 năm 2024, có thông báo rằng bộ phim sẽ trở lại với các tập mới vào ngày 6 tháng 4 năm 2025, phát sóng vào Chủ Nhật lúc 11:15 tối trên Fuji TV và các kênh liên kết.

## Phim
Tổng cộng có 15 bộ phim hoạt hình chiếu rạp dựa trên loạt phim One Piece đã được phát hành tại Nhật Bản. Các bộ phim thường được phát hành vào tháng 3 theo kỳ nghỉ xuân của các trường học Nhật Bản. Các bộ phim có cốt truyện hoàn toàn độc lập, nguyên bản hoặc kể lại các arc truyện với hoạt hình có chất lượng cao hơn so với những gì anime hàng tuần cho phép. Ba bộ phim đầu tiên thường là phim đôi được ghép nối với các phim anime khác và do đó thường có độ dài một giờ hoặc ít hơn. Funimation đã cấp phép cho các bộ phim thứ tám, thứ mười, thứ mười hai, thứ mười ba và thứ mười bốn để phát hành tại Bắc Mỹ và những bộ phim này đã được công ty lồng tiếng nội bộ.
| #  | Tựa đề                                                               | Đạo diễn            | Biên kịch                        | Ngày phát hành    | Thời lượng |
| -- | -------------------------------------------------------------------- | ------------------- | -------------------------------- | ----------------- | ---------- |
| 1  | One Piece: The Movie                                                 | Junji Shimizu       | Michiru Shimada                  | 4 tháng 3, 2000   | 51 phút    |
| 2  | Clockwork Island Adventure                                           | Junji Shimizu       | Michiru Shimada                  | 3 tháng 3, 2001   | 55 phút    |
| 3  | Chopper's Kingdom on the Island of Strange Animals                   | Junji Shimizu       | Michiru Shimada                  | 2 tháng 3, 2002   | 56 phút    |
| 4  | Dead End Adventure                                                   | Konosuke Uda        | Yoshiyuki Suga                   | 1 tháng 3, 2003   | 95 phút    |
| 5  | The Cursed Holy Sword                                                | Kazuhisa Takenouchi | Yoshiyuki Suga                   | 6 tháng 3, 2004   | 95 phút    |
| 6  | Baron Omatsuri and the Secret Island                                 | Mamoru Hosoda       | Masahiro Itō                     | 5 tháng 3, 2005   | 92 phút    |
| 7  | Giant Mecha Soldier of Karakuri Castle                               | Kōnosuke Uda        | Masahiro Itō                     | 4 tháng 3, 2006   | 95 phút    |
| 8  | The Desert Princess and the Pirates: Adventures in Alabasta          | Takahiro Imamura    | Hirohiko Kamisaka                | 3 tháng 3, 2007   | 90 phút    |
| 9  | Episode of Chopper Plus: Bloom in the Winter, Miracle Cherry Blossom | Junji Shimizu       | Hirohiko Kamisaka                | 1 tháng 3, 2008   | 113 phút   |
| 10 | One Piece Film: Strong World                                         | Munehisa Sakai      | Hirohiko Kamisaka                | 12 tháng 12, 2009 | 113 phút   |
| 11 | Straw Hat Chase                                                      | Hiroyuki Satō       | Yasuyuki Tsutsumi                | 19 tháng 3, 2011  | 30 phút    |
| 12 | One Piece Film: Z                                                    | Tatsuya Nagamine    | Osamu Suzuki                     | 15 tháng 12, 2012 | 107 phút   |
| 13 | One Piece Film: Gold                                                 | Hiroaki Miyamoto    | Tsutomu Kuroiwa                  | 23 tháng 7, 2016  | 120 phút   |
| 14 | One Piece: Stampede                                                  | Takashi Otsuka      | Atsuhiro Tomioka, Takashi Otsuka | 9 tháng 8, 2019   | 101 phút   |
| 15 | One Piece Film: Red                                                  | Gorō Taniguchi      | Tsutomu Kuroiwa                  | 6 tháng 8, 2022   | 115 phút   |

## Phim truyền hình đặc biệt
Franchise One Piece đã tạo ra 13 chương trình truyền hình đặc biệt được phát sóng trên Fuji TV. Trong số những chương trình đặc biệt này, bốn chương đầu tiên, cũng như chương thứ sáu, thứ tám, thứ chín và thứ mười một là những câu chuyện gốc do đội ngũ làm phim hoạt hình sáng tạo, ngoại trừ chương trình đặc biệt thứ năm, thứ bảy, thứ mười, thứ mười hai và thứ mười ba, là những câu chuyện kể lại xen kẽ của một số vòng cung câu chuyện nhất định.
| #  | Tựa đề                                                                                      | Đạo diễn                       | Ngày phát sóng    | Thời lượng | Nguồn  |
| -- | ------------------------------------------------------------------------------------------- | ------------------------------ | ----------------- | ---------- | ------ |
| 1  | One Piece TV Special: Adventure in the Ocean's Navel                                        | Yukio Kaizawa                  | 20 tháng 12, 2000 | 50 phút    | [ 11 ] |
| 2  | One Piece: Open Upon the Great Sea! A Father's Huge, HUGE Dream                             | Munehisa Sakai                 | 6 tháng 4, 2003   | 46 phút    | [ 11 ] |
| 3  | "One Piece: Protect! The Last Great Stage"                                                  | Junji Shimizu                  | 14 tháng 12, 2003 | 46 phút    | [ 11 ] |
| 4  | "One Piece: End-of-Year Special Plan! Chief Straw Hat Luffy's Detective Story"              | TBA                            | 18 tháng 12, 2005 | 42 phút    | [ 11 ] |
| 5  | "Episode of Nami: Tears of a Navigator and the Bonds of Friends"                            | Katsumi Tokoro                 | 25 tháng 8, 2012  | 106 phút   | [ 11 ] |
| 6  | "Episode of Luffy: Adventure on Hand Island"                                                | Hiroyuki Morita, Mitsuru Hongo | 15 tháng 12, 2012 | 102 phút   | [ 11 ] |
| 7  | "Episode of Merry: The Tale of One More Friend"                                             | Katsumi Tokoro                 | 24 tháng 8, 2013  | 106 phút   | [ 11 ] |
| 8  | "3D2Y"                                                                                      | Naoyuki Itou                   | 30 tháng 8, 2014  | 107 phút   | [ 11 ] |
| 9  | "Episode of Sabo: The Three Brothers' Bond – The Miraculous Reunion and the Inherited Will" | Gou Koga                       | 22 tháng 8, 2015  | 106 phút   | [ 11 ] |
| 10 | "One Piece: Adventure of Nebulandia"                                                        | Kōnosuke Uda                   | 19 tháng 12, 2015 | 106 phút   | [ 11 ] |
| 11 | "One Piece: Heart of Gold"                                                                  | Tatsuya Nagamine               | 23 tháng 7, 2016  | 104 phút   | [ 11 ] |
| 12 | "One Piece: Episode of East Blue: Luffy and His 4 Friends Great Adventure"                  | Takashi Otsuka                 | 26 tháng 8, 2017  | 106 phút   | [ 11 ] |
| 13 | "One Piece: Episode of Skypiea"                                                             | Tetsuya Endo                   | 25 tháng 8, 2018  | 130 phút   | [ 11 ] |

## OVA
| # | Tựa đề                           | Thời lượng | Ngày phát sóng    | Ghi chú | Nguồn         |
| - | -------------------------------- | ---------- | ----------------- | --- | ------------- |
| 1 | "Defeat Him! The Pirate Ganzack" | 29 phút    | 26 tháng 7, 1998  | - Được sản xuất và hoạt hình bởi Production I.G - Phim lễ hội được trình chiếu trên Jump Super Anime Tour năm 1998 và phát hành trên VHS - Tài liệu anime One Piece duy nhất không được thực hiện bởi Toei |               |
| 2 | "Romance Dawn Story"             | 33 phút    | 21 tháng 9, 2008  | Tập bổ sung |               |
| 3 | "Strong World: Episode 0"        | 18 phút    | 12 tháng 12, 2009 | Phiên bản hoạt hình của Chương 0 và phần tiền truyện của One Piece Film: Strong World |               |
| 4 | "Glorious Island" Part 1         | 5 phút     | 23 tháng 12, 2012 | Phần tiền truyện của One Piece Film: Z |               |
| 5 | "Glorious Island" Part 2         | 5 phút     | 30 tháng 12, 2012 | Phần tiền truyện của One Piece Film: Z |               |
| 6 | "One Piece Film: Gold Episode 0" | 10 phút    | 2 tháng 7, 2016   | Phần tiền truyện của One Piece Film: Gold |               |
| 7 | "ROMANCE DAWN"                   |            | 20 tháng 10, 2019 | Tập 907 của loạt phim, được tạo ra để kỷ niệm 20 năm ra mắt của loạt phim | [ 12 ] [ 13 ] |

### Phim ngắn
| # | Tựa đề                             | Ngày phát hành   | Thời lượng     |
| - | ---------------------------------- | ---------------- | -------------- |
| 1 | Jango's Dance Carnival             | 3 tháng 3, 2001  | 5 phút 30 giây |
| 2 | Dream Soccer King                  | 2 tháng 3, 2002  | 5 phút 30 giây |
| 3 | Take Aim! The Pirate Baseball King | 6 tháng 3, 2004  | 5 phút 30 giây |
| 4 | ONE PIECE 3D! Trap Coaster         | 1 tháng 12, 2011 | 12 phút        |

## Âm nhạc
Nhạc phim đã được phát hành dựa trên những bài hát đã ra mắt trong loạt phim. Kohei Tanaka và Shiro Hamaguchi đã sáng tác bản nhạc cho One Piece. Nhiều bài hát chủ đề và ca khúc nhân vật đã được phát hành.
Bộ phim truyền hình anime bao gồm 43 bản nhạc chủ đề: 24 bài hát mở đầu và 19 bài hát kết thúc. Tính đến tập 279, các bài hát kết thúc đã bị bỏ qua và bắt đầu từ tập 326 trở đi, các bài hát mở đầu đã được kéo dài từ 110 giây lên 150 giây. Trong các tập 1–206 của bản phát hành tiếng Anh của Crunchyroll, các bài hát mở đầu và kết thúc đã được lồng tiếng Anh bởi nhiều diễn viên lồng tiếng khác nhau, trước khi trở lại phiên bản tiếng Nhật từ tập 207 trở đi và một số bài hát mở đầu không được cấp phép bởi bản phát hành của Funimation tại thời điểm đó, điều này cũng bị ảnh hưởng bởi tất cả các vùng lãnh thổ. Bắt đầu từ tập 1071, bài hát kết thúc đã được khôi phục sau 17 năm.
Vào ngày 11 tháng 8 năm 2019, có thông báo rằng Sakuramen, một nhóm nhạc sẽ hợp tác với Kohei Tanaka để sáng tác nhạc cho mùa thứ 20 của bộ anime.

### Nhạc mở đầu
| #  | Tiêu đề                                               | Nghệ sỹ gốc                      | Nghệ sỹ tiếng Anh                                                                      | Tập                  | Tập                | Tổng | Tổng |
| #  | Tiêu đề                                               | Nghệ sỹ gốc                      | Nghệ sỹ tiếng Anh                                                                      | Gốc                  | Phát hành quốc tế  | Tổng | Tổng |
| -- | ----------------------------------------------------- | -------------------------------- | -------------------------------------------------------------------------------------- | -------------------- | ------------------ | ---- | ---- |
| 1  | "We Are!"                                             | Hiroshi Kitadani                 | Russell Velazquez (4Kids; không được sử dụng) Vic Mignogna, Jerry Jewell (Crunchyroll) | 1–47, 1000           | 1–47, 1000         | 48   | 48   |
| 2  | "Believe"                                             | Folder 5                         | Meredith McCoy                                                                         | 48–115               | 48–115             | 68   | 68   |
| 3  | "Hikari e"                                            | The Babystars                    | Vic Mignogna                                                                           | 116–168              | 116–168            | 53   | 53   |
| 4  | "Bon Voyage!"                                         | Bon-Bon Blanco                   | Brina Palencia                                                                         | 169–206              | 169–206            | 38   | 38   |
| 5  | "Kokoro no Chizu"                                     | Boystyle                         | N/A (không lồng tiếng)                                                                 | 207–263              | 207–263            | 57   | 57   |
| 6  | "Brand New World"                                     | D-51                             | N/A (không lồng tiếng)                                                                 | 264–278              | 264–278            | 15   | 15   |
| 7  | "We Are! (7 Straw Hat Pirates Ver.)"                  | 7 Straw Hat Pirates              | N/A (không lồng tiếng)                                                                 | 279–283              | 279–325            | 5    | 47   |
| 8  | "Crazy Rainbow"                                       | Tackey & Tsubasa                 | N/A (không lồng tiếng)                                                                 | 284–325              | Không cấp phép     | 42   | —    |
| 9  | "Jungle P"                                            | 5050                             | N/A (không lồng tiếng)                                                                 | 326–372              | 326–458            | 47   | 133  |
| 10 | "We Are! (One Piece Animation 10th Anniversary Ver.)" | TVXQ                             | N/A (không lồng tiếng)                                                                 | 373–394              | Không cấp phép     | 22   | —    |
| 11 | "Share the World!"                                    | TVXQ                             | N/A (không lồng tiếng)                                                                 | 395–425              | Không cấp phép     | 31   | —    |
| 12 | "Kaze o Sagashite"                                    | Mari Yaguchi with the Straw Hats | N/A (không lồng tiếng)                                                                 | 426–458              | Không cấp phép     | 33   | —    |
| 13 | "One Day"                                             | The Rootless                     | N/A (không lồng tiếng)                                                                 | 459–492              | 459–492            | 34   | 34   |
| 14 | "Fight Together"                                      | Namie Amuro                      | N/A (không lồng tiếng)                                                                 | 493–516              | 493–516            | 24   | 24   |
| 15 | "We Go!"                                              | Hiroshi Kitadani                 | N/A (không lồng tiếng)                                                                 | 517–590              | 517–628            | 72   | 111  |
| 16 | "Hands Up!"                                           | Kota Shinzato                    | N/A (không lồng tiếng)                                                                 | 591–628              | Không cấp phép     | 38   | —    |
| 17 | "Wake Up!"                                            | AAA                              | N/A (không lồng tiếng)                                                                 | 629–686              | 629–686            | 58   | 58   |
| 18 | "Hard Knock Days"                                     | Generations from Exile Tribe     | N/A (không lồng tiếng)                                                                 | 687–746              | 687–746            | 60   | 60   |
| 19 | "We Can!"                                             | Kishidan and Hiroshi Kitadani    | N/A (không lồng tiếng)                                                                 | 747–806              | 747–806            | 60   | 60   |
| 20 | "Hope"                                                | Namie Amuro                      | N/A (không lồng tiếng)                                                                 | 807–855              | 807–855            | 49   | 49   |
| 21 | "Super Powers"                                        | V6                               | N/A (không lồng tiếng)                                                                 | 856–891              | 856–891            | 36   | 36   |
| 22 | "Over the Top"                                        | Hiroshi Kitadani                 | N/A (không lồng tiếng)                                                                 | 892–934              | 892–934            | 43   | 43   |
| 23 | "Dreamin' On"                                         | Da-ice                           | N/A (không lồng tiếng)                                                                 | 935–999, 1001–1004   | 935–999, 1001–1004 | 69   | 69   |
| 24 | "Paint"                                               | I Don't Like Mondays.            | N/A (không lồng tiếng)                                                                 | 1005–1027, 1031–1073 | 1005–1073          | 66   | 69   |
| SP | "New Genesis (Uta từ One Piece Film: Red)"            | Ado                              | N/A (không lồng tiếng)                                                                 | 1028–1030            | Không cấp phép     | 3    | 3    |
| 25 | "The Peak"                                            | Sekai no Owari                   | N/A (không lồng tiếng)                                                                 | 1074–1088            | 1074–1088          | 15   | 15   |
| 26 | "UUUUUS!"                                             | Hiroshi Kitadani                 | N/A (không lồng tiếng)                                                                 | 1089–1122            | 1089–1122          | 34   | 34   |
| 27 | "Angels and Demons"                                   | GReeeeN                          | N/A (không lồng tiếng)                                                                 | 1123–nay             | 1123–nay           | TBD  | TBD  |

Thay thế
1. "One Piece Rap" (4Kids)
  - Phiên bản 1: (Tập 1–29)
  - Phiên bản 2: (Tập 30–59) (bao gồm Sanji và Usopp trong lời bài hát)
  - Phiên bản 3: (Tập 60–104) (bao gồm Chopper trong lời bài hát)

### Nhạc kết thúc
| #  | Tiêu đề                      | Nghệ sỹ gốc      | Nghệ sỹ tiếng Anh              | Tập       | Tổng |
| -- | ---------------------------- | ---------------- | ------------------------------ | --------- | ---- |
| 1  | "Memories"                   | Maki Otsuki      | Brina Palencia                 | 1–30      | 30   |
| 2  | "Run! Run! Run!"             | Maki Otsuki      | Caitlin Glass                  | 31–63     | 33   |
| 3  | "Watashi ga Iru Yo"          | Tomato Cube      | Leah Clark                     | 64–73     | 10   |
| 4  | "Shōchi no Suke"             | Suitei Shojo     | Stephanie Young                | 74–81     | 8    |
| 5  | "Before Dawn"                | Ai-Sachi         | Kristine Sa                    | 82–94     | 13   |
| 6  | "Fish"                       | The Kaleidoscope | Leah Clark                     | 95-106    | 12   |
| 7  | "Glory -Kimi ga Iru Kara-"   | Takako Uehara    | Caitlin Glass                  | 107–118   | 12   |
| 8  | "Shining Ray"                | Janne da Arc     | Justin Houston                 | 119–132   | 13   |
| 9  | "Free Will"                  | Ruppina          | Allan Jensen                   | 133–155   | 24   |
| 10 | "Faith"                      | Ruppina          | Caitlin Glass                  | 156–168   | 12   |
| 11 | "A to Z (One Piece Edition)" | ZZ               | Vic Mignogna                   | 169–181   | 13   |
| 12 | "Tsuki to Taiyō"             | Shela            | Stephanie Young                | 182–195   | 14   |
| 13 | "Dreamship"                  | Aiko Ikuta       | Jessi James                    | 196–206   | 11   |
| 14 | "Mirai Kōkai"                | Tackey & Tsubasa | N/A (hoán đổi với kết thúc 15) | 207–230   | 24   |
| 15 | "Eternal Pose"               | Asia Engineer    | N/A (không lồng tiếng)         | 231–245   | 15   |
| 16 | "Dear Friends"               | Triplane         | N/A (không lồng tiếng)         | 246–255   | 10   |
| 17 | "Asu wa Kuru Kara"           | TVXQ             | N/A (không lồng tiếng)         | 256–263   | 8    |
| 18 | "Adventure World"            | Delicatessen     | N/A (không lồng tiếng)         | 264–278   | 15   |
| 19 | "Raise"                      | Chilli Beans.    | N/A (không lồng tiếng)         | 1071–1088 | 18   |
| 20 | "Dear Sunrise"               | Maki Otsuki      | N/A (không lồng tiếng)         | 1089–1122 | 34   |
| 21 | "The 1"                      | Muque            | N/A (không lồng tiếng)         | 1123–nay  | TBD  |

### Nhạc khác
Vào ngày 23 tháng 12 năm 2019, một video giới thiệu đã được tải lên kênh YouTube của Arashi, hợp tác với anime. Video dài 39 giây cho bài hát A-ra-shi: Reborn, có 5 thành viên hoạt hình của ban nhạc hòa mình vào đoàn làm phim từ anime, cho đến khoảnh khắc Arashi chuẩn bị tổ chức buổi hòa nhạc. Video phiên bản đầy đủ được phát hành vào ngày 4 tháng 1 năm 2020. Với One Piece Log: Fishman Island Saga, bài hát mở đầu cho chín tập đầu tiên cũng như bài hát kết thúc cho tập đặc biệt One Piece Fan Letter là phiên bản mới của bài hát mở đầu "We Go!", do băng hải tặc Mũ Rơm trình bày, trong khi một phiên bản khác của bài hát do Hikakin & Seikin trình bày với Mayumi Tanaka (ghi là Monkey D. Luffy) được sử dụng từ tập thứ mười trở đi, và bài hát kết thúc là "Sailing", do Be First trình bày.

## Đón nhận

### Ratings
Anime đã được đón nhận rất tốt. Tập đầu tiên của bản chuyển thể anime đạt tỷ suất người xem là 12,4%, đứng sau Pokémon và trước Ojamajo Doremi. Ở Nhật Bản, One Piece luôn nằm trong top năm chương trình hoạt hình có lượng người xem truyền hình cao nhất, tính đến  năm 2020.
Trên các dịch vụ lưu trữ video quốc tế, anime One Piece đạt 1,9 triệu lượt yêu cầu mỗi tháng vào năm 2016, trở thành anime phổ biến nhất trong năm và là chương trình truyền hình phổ biến thứ mười bốn trên thế giới, theo Business Insider. Tại Hoa Kỳ, nơi có sẵn trên nền tảng phát trực tuyến Hulu, One Piece là chương trình truyền hình được xem liên tục nhiều nhất năm 2018 tại các tiểu bang Illinois và Wisconsin.
Năm 2022, One Piece là chương trình truyền hình được xem nhiều nhất trong năm trên thế giới, đánh bại Stranger Things, và Monkey D. Luffy được xếp hạng là một trong ba nhân vật được yêu thích nhất thế giới theo TV Time, một dịch vụ theo dõi phổ biến.

### Sự tiếp nhận quan trọng
Trong bài đánh giá về bản phát hành DVD thứ hai của bản lồng tiếng của 4Kids Entertainment, Todd Douglass, Jr. của DVD Talk đã gọi bản chuyển thể này là "bản xử lý tồi" dẫn đến "bản trình bày có thể nói là kém thú vị hơn". Douglass cho biết phần mở đầu gốc của 4Kids là "một bài hát rap tệ hại" và việc loại bỏ toàn bộ các cảnh phim khiến "cảm giác như thiếu thứ gì đó". Sau đó, ông tiếp tục nói rằng "Những người hâm mộ One Piece 'thực sự' sẽ muốn bỏ qua việc mua [...] [DVD One Piece của 4Kids Entertainment] cho đến khi bản phát hành chưa cắt được công bố", và cũng tuyên bố rằng "trẻ em có thể thích phiên bản này vì đó là những gì chúng đã thấy trên TV". Margaret Veira của activeAnime khen ngợi phần hoạt hình "tuyệt vời" của loạt phim truyền hình, nói rằng "Nó mang lại sức sống và giữ nguyên phong cách cũng như các nhân vật của manga". Bà lưu ý rằng các cảnh chiến đấu nói riêng "có rất nhiều năng lượng". Patrick King của Animefringe nhận xét rằng phong cách nghệ thuật của One Piece "rất đặc biệt và mới mẻ".
Trong bài đánh giá về đĩa DVD đầu tiên của Funimation cho Mania Entertainment, Bryce Coulter nhận xét rằng One Piece "không phải là cuộc phiêu lưu cướp biển thông thường" và khi kết hợp với "lượng niềm vui ngẫu nhiên vừa đủ cùng với cốt truyện theo phong cách shonen", nó trở thành "một trò chơi hấp dẫn và vui nhộn". Trong bài đánh giá về bản phát hành DVD thứ hai của Funimation cho Mania Entertainment, Bryce Coulter nhận xét rằng "Bạn có thể thấy rằng họ đang dành sự chú ý cho One Piece mà 4Kids đã bỏ qua" và rằng "One Piece là một câu chuyện tuyệt vời về niềm vui trên biển cả sẽ khiến bạn muốn xem thêm!"
Tại Indonesia, Global TV đã bị Ủy ban Phát thanh Truyền hình Indonesia (KPI) khiển trách vì phát sóng bộ phim hoạt hình truyền hình này. Nina Armando, thành viên của KPI và là giảng viên tại Đại học Indonesia, cho biết chương trình này không nên được phát sóng vào những thời điểm trẻ em có thể xem.

### Giải thưởng và đề cử
Opening đầu tiên của loạt phim hoạt hình truyền hình One Piece, "We Are!", đã giành được Giải thưởng Bài hát chủ đề hoạt hình Kobe của năm 2000. Vào tháng 2 năm 2001, One Piece xếp thứ chín trong số các bộ phim hoạt hình truyền hình ở Nhật Bản. Năm 2001, độc giả của Animage, một tạp chí anime nổi tiếng của Nhật Bản, đã bình chọn bộ anime truyền hình này ở vị trí thứ năm trong danh sách Anime do độc giả bình chọn đáng được ghi nhớ trong thế kỷ 21. Vào tháng 6 năm 2002, độc giả của Animage đã bình chọn One Piece là anime mới hay thứ mười sáu của năm 2001 và đã bình chọn bộ phim này ở vị trí thứ mười sáu vào năm 2004 trong hạng mục Bộ anime được yêu thích nhất. Trong cuộc thăm dò trên web năm 2005 của mạng lưới truyền hình Nhật Bản TV Asahi, One Piece được bình chọn là bộ phim hoạt hình truyền hình phổ biến thứ sáu. Trước cuộc bình chọn, Asahi TV đã phát sóng một danh sách khác dựa trên cuộc khảo sát toàn quốc trong đó One Piece đứng thứ tư trong số thanh thiếu niên.
Năm 2006, bộ phim được TV Asahi bình chọn ở vị trí thứ 32 trong Top 100 phim hoạt hình Nhật Bản và được khán giả bình chọn ở vị trí thứ 21. Phiên bản DVD đầu tiên của loạt phim "One Piece: Season 1 First Voyage" do Funimation phát hành đã được đề cử cho Giải thưởng TV DVD thường niên lần thứ năm. Anime đã được đề cử cho hạng mục Phim truyền hình dài tập hay nhất tại Giải thưởng Anime Crunchyroll lần thứ 3 năm 2019; nó đã giành chiến thắng trong cùng hạng mục tại lần thứ bảy năm 2023; và tại ấn bản thứ tám năm 2024, Monkey D. Luffy cũng nhận được giải Nhân vật chính xuất sắc nhất. Phim được đề cử ở hạng mục Diễn xuất xuất sắc nhất và hai hạng mục diễn viên lồng tiếng trong cùng năm. Bộ truyện đã được đề cử cho ba hạng mục, bao gồm Phim truyện tiếp tục hay nhất và Đoạn mở đầu hay nhất ("Uuuuus!" của Hiroshi Kitadani) tại lần thứ chín năm 2025.